# Srečko Kosovel
Srečko Kosovel (Zizan, 1904. március 18. – Tomadio, 1926. május 26.) szlovén író, kritikus, publicista.
Első világháború utáni költő, ma Közép-Európa legjelentősebb modernista költői között tartják számon. Politikai költőnek, expresszionistának, dadaistának, a nemzetközi szocializmus hangjának tartották. Ma szlovén költői ikonként tekintenek rá.
Kosovel legtöbb munkáját négy évtizeddel korai halála után publikálták, 22 évesen hunyt el. Otthonában olyan költőként lépett a 20. századi szlovén irodalmi közösségbe, aki több mint 1000 lenyűgöző vázlatot készített, ebből 500 teljes vers, és ez a mennyiség korához képest szokatlanul magas.

## Élete
A mai Sežana településen Srečko Kosovel a legfiatalabb gyermekként jött a világra, négy testvére volt. Édesapja Anton Kosovel szlovén tanár volt, anyja pedig Katarina (negyvenévesen szülte Srečkót), aki nagyon odafigyelt gyermekei művészi kibontakozására. Srečko nővére zongorázott, egyik bátyja ambiciózus író volt. Zizanban született (ekkor az Osztrák-Magyar Monarchia része), 1924-ig a mai Tomaj mellett lakott, ami az első világháborút követően Olaszországhoz került.
Az olasz elcsatolás előtt megismerkedett a szlovén kultúrával, különösen a szlovén irodalommal. Így például a szlovén színházzal Triesztben, melynek a trieszti nemzetiségi ház adott otthont, ez volt a szlovének kulturális központja is.
Kosovelt Rimbaudhoz hasonlították, mivel ugyanabban az életkorban mindketten ki voltak szolgáltatva a háború alatti emberi szenvedésnek. Az isonzói front az első világháború egyik csatatere – ahol az ütközet Kosovel 12 éves korában kezdődött, majd 14 éves korában ért véget – közel esett Kosovel szülővárosához, ahogy Rimbaud szülővárosa is a porosz–francia háborúhoz. Kosovel rendszeresen találkozott sebesült katonákkal, és holttesteket is látott, mivel a csatatér alig 15 km-re volt otthonától. Ez traumatikus élmény volt számára, ezért szülei szerették volna távol tudni őt a háborútól, így 1916-ban ő és nővére Ljubljanába költöztek, később itt érte korai halála is.
Az 1920-as rapallói szerződés és az Olaszország által bekebelezett szlovén területek miatt (mely magába foglalta A Karszt-régiót, Kosovel szülőhelyét is) úgy érezte, megfosztották otthonától, ugyanis a fasiszta rezsim megtiltotta minden szlovén szervezet és iskola működését. A szlovén értelmiségiek ezután megtorlásnak voltak kitéve, ez már mondhatni rövid életének egyik tragikuma, mely felidézte benne a dühöt, bánatot, otthontalanság érzését és az útvesztést. Ezt tovább erősítette benne az, hogy az újonnan létrejött Jugoszláv Királyság szintén nem mutatott érdeklődést az olasz fasiszta rezsim befolyása alatt lévő, Olaszország területein élő szlovén kisebbség helyzete iránt. 1923-ban Benito Mussolini meg akarta változtatni a rapallói határokat azért, hogy Olaszország bekebelezhesse az akkor még független Fiumei Szabadállamot (Rijekát). (Erre 1924-ben került sor.) Eközben Sándor királlyal tárgyalásokat folytattak, aki azonban előnyben részesítette a békés politikát („jó kapcsolatot” Olaszországgal), így az SzHSz Királyság miniszterelnöke, Nikola Pašić felvezetett egy új határvonalat Idrija és Postojna vonalán. Ez vezetett Kosovel művészi és politikai radikalizálódásához. Kapcsolatai voltak a radikális, politikai és felkelő antifasiszta szervezettel, a TIGR-rel. 1926-ban ellátogatott a jugoszláv Zagorjéba, hogy előadja egyik elbeszélését. A visszafelé, Ljubljanába tartó vonatra várakozván azonban megfázott, mely később agyhártyagyulladásba torkollott. Hazatért Tomadióba, halála itt érte 1926. május 26-án.

## Munkássága
Korai munkáiban főként a hovatartozás érzése jelent meg családja, illetve szülőhazája (a Karszt terület) iránt. Szlovén társaival – akik elhagyták az Olaszország által bekebelezett szlovén területeket – a Ljubljanai Egyetemen találkozott, itt alapították meg irodalmi magazinjukat Lepa Vida címmel, Kosovel a magazin szerkesztőjeként tevékenykedett. Megismerkedett az Ivan Cankar Klub (Ivan Cankar szlovén szerző után elnevezett társaság) radikális nézeteivel, és nagy hatással voltak rá a forradalmi ideák, és az avantgárd stílusú szovjet és német munkák (Ivo Grahor révén).

### Fordulat
1925-ben a konstruktivista Avgust Černigojjal új magazin alapításán gondolkodtak Konstruktor címmel, Kosovel ekkor kezdte el konstruktivista verseinek írását, konsi-ként becézve őket. A konstruktivizmussal elfordult a lírától a hangos, elbizakodott, offenzív költészet felé, mely tele volt nyelvi újításokkal: a nyelv szabad szintaktikai és logikai elrendezése, szabad képek, tipográfia használata, stílusok és színek használata, matematikai szimbólumok és egyenletek, papír kollázsok és mindenféle kísérleti írás jellemezte.
Ugyanakkor publikálni készült korai verseinek egy gyűjteményét Zlati čoln (Arany csónak) címmel. Ezzel a gyűjteménnyel pontot szeretett volna tenni korai költészeti stílusának végére, melyet erősen befolyásolt Josip Murn impresszionista költészete. Azonban erre a felindulására negatív választ kapott több barátjától, illetve kiadótól is.
Kosovel ezután a konstruktivista költészethez fordult, műveit Konsi címmel szerette volna kiadni. Ez a terve azonban meghiúsult, és konstruktivista művészete a közönség számára egészen a '60-as évek végéig ismeretlen volt, ekkor Anton Ocvirk, Integrali '26 címen megjelentette a műveket.
Ugyanabban az évben, 1925-ben, Kosovel a Mladina (Fiatalság) című magazin szerkesztője lett. Ez óriási hatással volt életére: nagyon céltudatos tervei voltak a folyóirattal, szándéka volt ugyanis egy nemzeti bal-oldali kiadvánnyá átalakítani, amely magához vonzaná a modern és avantgárd művészeket a szlovén földekről és Jugoszláviából is, valamint a radikális szlovén politikai rend pillérének is szánta. A folyóirat szerkesztője volt egészen haláláig.

### Késői munkái
Az 1925-ös év volt Kosovel fénykora, politikai nézetei is ekkor vettek fordulatot. Prózája stílusában egyszerűbb lett, elkezdte vonzani a proletarizmus. Megfogalmazódott benne egy proletariátus írószövetség és egy kiadó alapításának gondolata, melyet Strelci-nek (Íjászok) nevezett volna el, és ahol saját konstruktivista költészetének gyűjteményét is kiadhatta volna.

### Hatások
Srečko munkáját három főbb művészmozgalom jellemezte: impresszionizmus, expresszionizmus és a konstruktivizmus. Költészete továbbá magába foglalja a dadaizmus, szürrealizmus és a futurizmus jegyeit. Stílusa túl összetett ahhoz, hogy egyfajta mozgalommal vagy folyamattal azonosíthassuk. Munkáiban láthatjuk aggodalmát a szlovén földek szociális és politikai leigázása és a külső hatalmak révén a szlovének fenyegetett sorsa miatt, és Európa hanyatlásával reményt az új kezdetre. A Karszt-régió – annak önsanyargató és merev tájával – Kosovel műveinek egyik fő és visszatérő motívuma. Verseit a szellemesség, irónia, mélység és a szentimentalizmus hatja át.
Kosovelt gyakran hasonlítják saját generációjának más kitűnő, tragikus sorsú európai írójához, mint például a magyar József Attilához, az olasz Cesare Pavesehez vagy a spanyol Federico García Lorcához.

### Posztumusz kiadványok
1927-ben Alfonz Gspan publikálta Kosovel korai munkáit egy füzetben, mely 66 művet tartalmazott, 1946-ban pedig Anton Ocvirk jelentette meg műveinek egy gyűjteményét. Később, 1954-ben szintén Ocvirk jelentette meg "Az arany hajó" című könyvet. Ezekből a publikációkból azonban kimaradtak Kosovel késői művei. Majd csak 1967-ben, "Integrals '26" címen adták ki (szintén Ocvirk) az ezeket a műveket tartalmazó könyvet. A gyűjtemények harmadik kötetét végül is 1977-ben publikálták.
Kosovel több befejezetlen, például lírai prózát, jegyzetet, vázlatot, valamint kulturális problémákat érintő esszéket és kritikákat is írt. Legtöbbjüket 2004-ben adták ki, Kosovel születésnapjának 100. évfordulóján az Ikarjev sen című tanulmány részeként, melyet Aleš Berger és Ludwig Hartinger szerkesztett.
Költészetének egy újabb gyűjteményét fordította le angolra Bert Pribac, David Brooks, Teja Brooks Pribac: "The Golden Boat: Selected Poems of Srečko Kosovel" (2008) címmel.

## Magyar fordításban
- Ősz a karsztokon. Versek; ford. Pór Judit, Tandori Dezső, Weöres Sándor, vál., utószó Jozhe Hradil; Európa, Bp., 1984
- Éles ütemek, 1904–1926. Konstruktivista versek; vál., ford. Lukács Zsolt, 2007; Magyar Napló, Bp., 2007
- Szemünket[1] – Lukács Zsolt, 2005, "Szlovén költők versei"
- Rímek; Az én dalom; Kons. kons. kons.; Heringek; Halálos bódulat[2] – Lukács Zsolt, 2004
- A modern szlovén költészet változatai[3] – Lukács Zsolt, 2004